# 入定
入定（にゅうじょう）は、真言宗に伝わる伝説的信仰。
原義は単に「禅定（ぜんじょう）に入る」という意味だが、ことに弘法大師空海が永遠の瞑想に入っているという信仰を指す。

## 空海の入定信仰
空海は835年（承和2年）に入定したが、生死の境を超え弥勒菩薩出世の時まで、衆生救済を目的として永遠の瞑想に入り、現在も高野山奥之院の弘法大師御廟で入定していると信じられている。
「生身供（しょうじんぐ）」は入定後から現在まで1200年もの間続けられている儀式のひとつで、奥之院の維那（ゆいな）と呼ばれる仕侍僧が1日2回、御廟の空海に衣服と食事を届けることが行われている。霊廟内の模様は維那以外が窺うことはできず、維那を務めた者も他言しないため部外者には不明のままである。
伝真済撰『空海僧都伝』によると、空海の死因は病死とされる。『続日本後紀』によれば、遺体は荼毘に付されたようである。しかし後代には、入定したとする文献が現れる。現存する資料で空海の入定に関する初出のものは、入寂後100年以上を経た康保5年（968年）に仁海が著した『金剛峰寺建立修行縁起』で、入定した空海は四十九日を過ぎても容色に変化がなく髪や髭が伸び続けていたとされる。
『今昔物語』には高野山が東寺との争いで一時荒廃していた時期、東寺長者であった観賢が霊廟を開いたという記述がある。これによると霊廟の空海は石室と厨子で二重に守られ坐っていたという。観賢は、一尺あまり伸びていた空海の蓬髪を剃り衣服や数珠の綻びを繕い整えた後、再び封印した。

また、入定したあとも諸国を行脚している説もあり、その証拠として、毎年3月21日に高野山の宝亀院が行う空海の衣裳を改める儀式の際、衣裳に土がついていることがあげられている。

## その他の「入定」
後世、断食・生き埋めなど苦行の果てに絶命してそのままミイラ化する、いわゆる「即身仏」となる行為も、空海の入定信仰にあやかって俗に「入定」と呼ばれるようになった。しかし、それは真言密教の教義に由来するものではなく民間信仰の領域であり、空海の入定信仰とは本質的に異なるものである。